# Битва при Гулнабаде
Битва при Гулнабаде (перс. نبرد گلون‌آباد‎) — сражение 8 марта 1722 года между войсками Сефевидской империи и афганскими войсками династии Хотаки. Победа афганцев закрепила в конечном итоге падение династии Сефевидов, которая приходила в упадок в течение многих десятилетий. Несмотря на то, что пуштуны по численности сильно уступали персам, они смогли воспользоваться разногласиями и несогласованностью действий между сефевидскими генералами, чтобы одержать победу. Этот успех открыл им путь в Исфахан, столицу Сефевидов.

## Подготовка к битве
Сефевиды были готовы вступить в бой уже 7-го марта, но астрологи шаха порекомендовали ему подождать до следующего дня, который считался более благоприятным для победы. Этим воспользовались полководцы пуштунов, которые дали своим воинам время для отдыха. Солтан Хусейн также приказал напоить своих людей зельем, которое должно было сделать их невидимыми для глаз врага.

## Расстановка сил
Правым крылом Сефевидской армии командовал опытный генерал грузинского происхождения Ростам-хан. Центр возглавил великий визирь Мухаммад Кули-хан, а левое крыло Али Мардан Хан, вали Луристана. Армия Сефевидов также получила преимущество благодаря наличию 24 артиллерийских орудий под командованием француза Филиппа Коломбе.

## Ход битвы
Битва началась с атаки правого крыла Сефевидов, которая смогла потеснить кавалерию пуштунов, вызвав у тех панику. Однако вместо того, чтобы развить успех далее, часть персидской кавалерии с правого фланга нарушила свой строй и вопреки приказам набросилась на лагерь пуштунов, начав его грабить. Остальная же часть армии Сефевидов не воспользовалась своим численным преимуществом, визирь Мухаммад Кули-хан отказался посылать подкрепления, что позволило Махмуду Хотаки отбить атаку правого крыла.
Левое крыло Сефевидов атаковало пуштунов следующим, но правое крыло пуштунской кавалерии изобразило притворное отступление, чтобы заманить его в зону досягаемости лёгких артиллерийских орудий, установленных на верблюдах, которые, открыв огонь, посеяли хаос в рядах персов. Разбив правый и левый фланг персидской армии, пуштунская кавалерия напала на выставленную вперёд беззащитную сефевидскую артиллерию и уничтожила её. Визирь Мухаммад Кули-хан снова проявил свою трусость и крайнюю бездарность, он мало того, что не попытался прикрыть или спасти артиллерию, но даже не вступил с остальной частью незадействованной армии в сражение, предпочтя спасти себя, приказав всему войску отступать. Благодаря действиям великого визиря заранее выигрышное для персов сражение обернулось для них катастрофой.

## Последствия
После того как битва была выиграна, пуштуны начали медленно, но верно продвигаться вглубь Персии и в конце концов достигли Исфахана, персидской столицы Сефевидов. Город пал после шестимесячной осады, и 23 октября 1722 года Сефевидский Шах Солтан Хусейн отрёкся от престола в пользу Махмуда Хотаки. Считается, что число погибших в битве при Гульнабаде составляет от 5000 до 15 000 сефевидских солдат.